# 塞里福斯
塞里福斯（希臘語：Σέριφος）是希腊南愛琴大區米洛斯专区的市镇，行政中心为塞里福斯村。市镇面积为75.21平方公里，2021年人口数量为1,241人。
此市镇包括整个塞里福斯島及周边几个小岛。这些岛屿为基克拉泽斯群岛的一部分。